# Tavernole sul Mella
Tavernole sul Mella é uma comuna italiana da região da Lombardia, província de Bréscia, com cerca de 1.330 habitantes. Estende-se por uma área de 19 km², tendo uma densidade populacional de 70 hab/km². Faz fronteira com Lodrino, Marcheno, Marmentino, Pezzaze, Pisogne, Zone.

## Demografia
| Variação demográfica do município entre 1861 e 2011                               |
|                                                                                   |
| Fonte: Istituto Nazionale di Statistica (ISTAT) - Elaboração gráfica da Wikipedia |